# عبدالرحیم چنگیزی
عبدالرحیم چنگیزی از سیاستمداران ایرانی بود، که در دوره‌  بیست و سوم بعنوان نماینده کرمانشاه در مجلس شورای ملی حضور داشت.